# Dannike kyrka
Dannike kyrka är en kyrkobyggnad i Dannike i östra delen av Borås kommun. Den tillhör sedan 2022 Toarps församling i Skara stift (till 2014 Länghems församling och före 2014 Dannike församling i Göteborgs stift)

## Kyrkobyggnaden
Kyrkans äldsta delar är långhusväggarna som härstammar från 1200-talet. På 1600-talet utvidgades kyrkan något åt väster. Vid en stor renovering 1820 togs nya fönster upp och en ny dörr sattes in i västra gaveln. År 1909 genomfördes en stor om- och nybyggnad som gav kyrkan sitt nuvarande utseende. Ett kyrktorn byggdes och nuvarande kor och sakristia tillkom.
Kyrkan består av ett rektangulärt långhus med ett halvrunt kor i öster. Vid västra kortsidan finns kyrktornet med huvudingång och vid långhusets norra sida finns en vidbyggd sakristia. Kyrkans murar är vitputsade och har rundbågiga fönster. Långhuset har ett sadeltak som täcks med enkupigt lertegel. Kor och sakristia har tak täckta med plåt.

## Inventarier

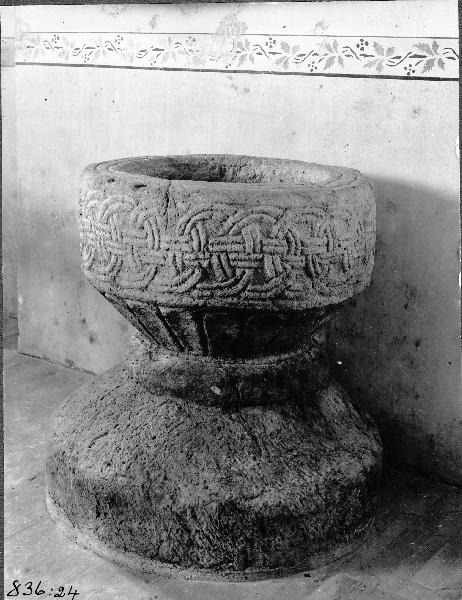
Dopfunten

- Dopfunt av sandsten tillverkad under 1100-talet, förr i två, men nu sammanfogade till en del. Höjd: 77 cm. Upphovsman är stenmästaren Andreas, som är känd till namnet genom att han signerat två av sina dopfuntar: de som ursprungligen tillhört Gällstad och Finnekumla kyrkor, idag på Statens historiska museum. Cuppan är cylindrisk med skrånande undersida. Runt livet finns en ringkedjefris. Foten är rund med skrånande överdel och överst avslutad med en kraftig vulst. Har troligen uttömningshål. [1]
- Altaruppsatsen från 1656 och fanns ursprungligen troligen i Länghems gamla kyrka som revs 1835. Enligt protokollen från Länghems kyrkoråd skulle den försäljas till Dannike.
- Predikstolen med ljudtak är från 1600-talet och har målningar som avbildar de fyra evangelisterna.
- En sjuarmad ljusstake är från 1600-talet.
- En ljuskrona av malm är från 1700-talet.
- Två moderna korfönster  målningar utförda av Erik Abrahamson.

### Orgel
- Ett nytt mekaniskt orgelverk, byggt av Sven-Anders Torstensson, installerades 2006 bakom fasaden till 1926 års orgel, byggd av Levin Johansson. Det nya verket har fjorton stämmor fördelade på två manualer och pedal.[2]

## Klockstapel och klockor
Vid kyrkogårdens nordvästra sida står en brunmålad klockstapel med öppen konstruktion uppförd på 1700-talet. Stapeln stod tidigare vid ingången öster om kyrkan, men flyttades 1909 till nuvarande plats. Den saknar numera kyrkklocka, eftersom denna då tornet tillkom flyttades dit.
- Storklockan är äldst och omgjuten 1795.
- Lillklockan donerades av församlingsbor 1952.